# Pomietów
Pomietów (niem. Pumptow) – wieś w Polsce położona w województwie zachodniopomorskim, w powiecie stargardzkim, w gminie Dolice, położona 4 km na południowy zachód od Dolic (siedziby gminy) i 21 km na południowy wschód od Stargardu (siedziby powiatu).
W latach 1975–1998 miejscowość administracyjnie należała do województwa szczecińskiego.

## Historia
Nazwa miejscowości oznacza teren przy wodzie czy nad wodą. Chodzi o nieistniejące obecnie jezioro Smardyń, położone niegdyś pomiędzy polami wsi: Dolice, Pomietów i Dobropole Pyrzyckie.
Pierwotna słowiańska nazwa wsi Pometow (co znaczy teren przy wodzie lub nad wodą), pomorska Pomptow, a także występujące jeszcze w 1810 r. koło wsi nazwy polne: Wendpful, Wenden Pfuhl. (słowo Wend na Pomorzu oznaczało tyle co Słowianin, a pful, pfuhl staw, bagnisko, czyli Słowiański Staw oraz Wend Pohl Słowiański Dół), wskazują na wcześniejsze istnienie tej miejscowości niż dokumentują to zachowane źródła pisane. Przypadkowość dokumentacji źródłowej sprawia, że niektóre osady datowane są dość późno, bo dopiero w XV–XVI w. Jednak większość z nich istniała już najpóźniej w XIII w.
Pierwsza historyczna wzmianka o Pomietowie na Ziemi Pyrzyckiej pochodzi z 1417 r.
Dzięki zapiskom ostatniego właściciela Pomietowa Ditricha von Wedel, znane są dzieje Pomietowa aż do ostatniej wojny.
Właściciele Pomietowa z biegiem lat często się zmieniali. Przejściowo funkcjonowały tu jednocześnie nawet trzy majątki szlacheckie. Nazwiska ich właścicieli widnieją na zachowanych listach lennych, pochodzących z 1732 r. W późniejszym okresie figurują tylko pojedynczy właściciele. Kamienna płyta ustawiona pod dębem rosnącym do dziś na terenie dawnego ogrodu dworskiego, wskazuje na rok nabycia majątku w Pomietowie przez rodzinę Wedel-Burghagen w 1785 r. od Ernsta Wilhelma v. Papstein za 33 000 talarów, wraz z ziemią pod późniejszy folwark Burghaga i Wymyków. Wedlowie rozwinęli rolnictwo, przemysł rolny, zmeliorowali łąki oraz hodowali pełnokrwiste konie. W wyniku koligacji rodzinnych spadkobiercą majątku Pomietów i podległych folwarków już od 1827 r. był rotmistrz Heinrich August von Wedel z Płotna (1802–1883), wnuk Achaza v. Burghagena. Był on drugim synem córki Achaza – Henrietty v. Burghagen i jej męża Ernesta Dawida v. Wedla-Blankenseea. Zgodnie z tradycją tamtych czasów, na podstawie rozporządzenia królewskiego z 1826 r., August von Wedel przyjął nazwę i herb Burghagi i odtąd nazywał się von Wedel-Burghagen.
W końcu XIX w., gdy właścicielem był Paul v. Wedel-Burghagen (1847–1912), obszar majątku wynosił 1148 ha. Działała gorzelnia parowa i mleczarnia, hodowano głównie owce, bydło, trzodę chlewną i konie (gorącokrwiste). Przed II wojną światową Pomietów określano jako wieś z kościołem i majątkiem rycerskim, będącym własnością Wedlów-Burghagenów. Wieś liczyła wtedy 315 mieszkańców.
W 1911 r. był to majątek Paula v. Wedla, a w 1939 r. Joachima v. Wedla, wielkości 83 ha. Liczyła 247 mieszkańców, w 61 gospodarstwach domowych.

## Dwór i park
Z zabudowy pałacowo-folwarcznej do dziś zachowały się jedynie ruiny dwóch budynków towarzyszących pałacowi oraz kuźnia dworska. Powstała także cała kolonia podobnych do siebie dwojaków folwarcznych dla pracowników.
Park podworski założony został w 2 poł. XIX w. na pow. 0,5 ha. Jego zadrzewienie stanowią dzisiaj wiekowe okazy rosnące w szpalerach lipowo-kasztanowych oraz pojedynczo: oprócz wspomnianego już dębu rosnącego w ogrodzie o obw. 520 cm, rośnie tu dąb o obw. 490 cm i kilka mniejszych o obw. 275 do 340 cm. Rzadszy okaz stanowi dąb piramidalny, podobny do topoli włoskiej o obw. 190 cm; lipy drobnolistne o obw. 330 do 440 cm; kasztanowce białe (najgrubszy posiada obwód pnia 440 cm; o unikalnym okazie miłorzębu japońskiego o obw. 170 cm.

## Kościół
5 lutego 1491 r. po rezygnacji Tomasza Teskendorpa plebanem został Marek Markel. Z tą datą wiąże się często powstanie kościoła. Jeśli przyjąć taką chronologię, to już na początku XV w. wraz z lokacją wsi mogła powstać w Pomietowie pierwsza budowla kościelna. Obecną świątynię datuje się na koniec XVI w. Była to budowla orientowana, wzniesiona na planie czworoboku, z kamienia polnego ułożonego w nieregularne warstwy oraz cegły użytej do wymurowania otworów i ościeży. Okna niskie, przesklepione łukiem odcinkowym, dwuuskokowe, lekko rozglifione do wewnątrz. W północnej części ściany zachodniej wtórny (niegdyś renesansowy z ok. 1700 r.) portal o łuku odcinkowym, flankowany profilowanymi lizenami, zwieńczonymi sterczynami w formie obelisku (podobnie jak portal południowy w kościele w Lipce). W ścianie tej widoczne są również ślady przemurowania lica. Pierwotnie od zachodu przylegała do kościoła niska, szkieletowa, szalowana deskami dzwonnica z ok. 1697 r.
Na początku XX w. kościół w parafii Przywodzie. W 1912 r. malarz Franz Vögele ze Stargardu wymalował wnętrze oraz odnowił ambonę i ołtarz. W 1913 r. Heinrich Deneke, architekt ze Stargardu, sporządził kosztorys prac remontowych i restauracyjnych. W 1914 r. odnowiono anioła chrzcielnego.
Wnętrze kościoła z pięknym renesansowym wyposażeniem zostało zinwentaryzowane fotograficznie. Pierwszy widok obejmuje: rzeźbioną ambonę z bramką z 1601 r., ławki i obrazy funeralne. Na drugim zdjęciu widnieje ołtarz z elementami alabastrowymi. Opublikował także dokumentacyjne rysunki belek stropowych i czterech renesansowych intarsji z motywami floralnymi oraz witrażykami herbowymi, (m.in. z 1596 r.).
Wśród dawnego wyposażenia wymienia się także: emporę muzyczną renesansową; kielich z pateną, srebro złocone z 1655 r.; cztery lichtarze, cyna, XVII w. i 1752 r.; misa chrzcielna, mosiądz, XIX w.; dzban chrzcielny, mosiądz, XIX w.; talerz na ofiarę, ołów, 1619 r.
Po wojnie budynek kościelny znajdował się w dość dobrym stanie. Padł jednak ofiarą systemu komunistycznego. Na przełomie lat 50. i 60. XX w. kościół został rozebrany. Pozostawione elementy konstrukcyjne stopniowo ulegały dalszej degradacji aż do całkowitej ruiny. Świątynia ta nie została odbudowana.
Dzwon dla tego kościoła odlał Jost van Westen ze Stargardu na zlecenie braci von Bröckerów (Procker) w 1566 r. Inskrypcje na dzwonach van Westena były niezwykle oszczędne i informowały głównie o roku odlania instrumentu i nazwisku mistrza. Stopniowo jednak widoczne były nowe tendencje w konstytuowaniu napisu. Pojawiały się nazwiska miejscowej elity, fundatorów, szlachty, pastorów, członków rady kościelnej oraz sołtysów. Na pomietowskim instrumencie widniało również imię dzwonu Hossanna.
Pełna treść inskrypcji:
hossanna . ick . hethe. iost van westen . anno .m ccccc . lxvi . dominus . procker . yochim . procker . gebroder . tho . pumptho .
Tłumaczenie: Nazywam się Hossanna. Odlał mnie mistrz Jost van Westen w roku 1566, na zlecenie panów Prockerów (von Bröckerów) Jochima Procker (von Bröcker) braci na Pomietowie
Instrument ten w okresie 1941–1943 został przewieziony do Hamburga. Po 1945 r. przekazany do Landeskirchenamt w Hanowerze.

## Cmentarze
- Przykościelny z połowy XVI w., ewangelicki, obecnie nieczynny. Zlokalizowany w centrum wsi na placu przykościelnym, na lekkim wzniesieniu. Założony na planie wieloboku, o pow. 0,28 ha z kościołem pośrodku. Kamienny mur ogrodzeniowy, od strony ulicy wiejskiej oporowy, z ceglanymi filarami bramnymi od północy i południa. Do kościoła prowadzą granitowe schody. Cmentarz rodowy dawnych właścicieli majątku na wydzielonej części; kamienny obelisk w formie łacińskiego krzyża. Ślady nagrobków z 2 poł. XIX i 1 ćw. XX w. Destrukty nagrobków z dawnego cmentarza złożone przy ogrodzeniu. Obecnie teren zadrzewiony: klony, lipy, jesiony, cenny okaz dębu szypułkowego[5].

- Wiejski (ewangelicki) z 2 poł. XIX w., nieczynny. Zlokalizowany na południowym skraju wsi, przy drodze do Przywodzia. Założony na planie prostokąta, o pow. 0,27 ha z nieistniejącą obecnie kaplicą cmentarną na końcu alei lipowej (przy zachodniej granicy cmentarza). Destrukty nagrobków[5].